# Amphoe Warin Chamrap

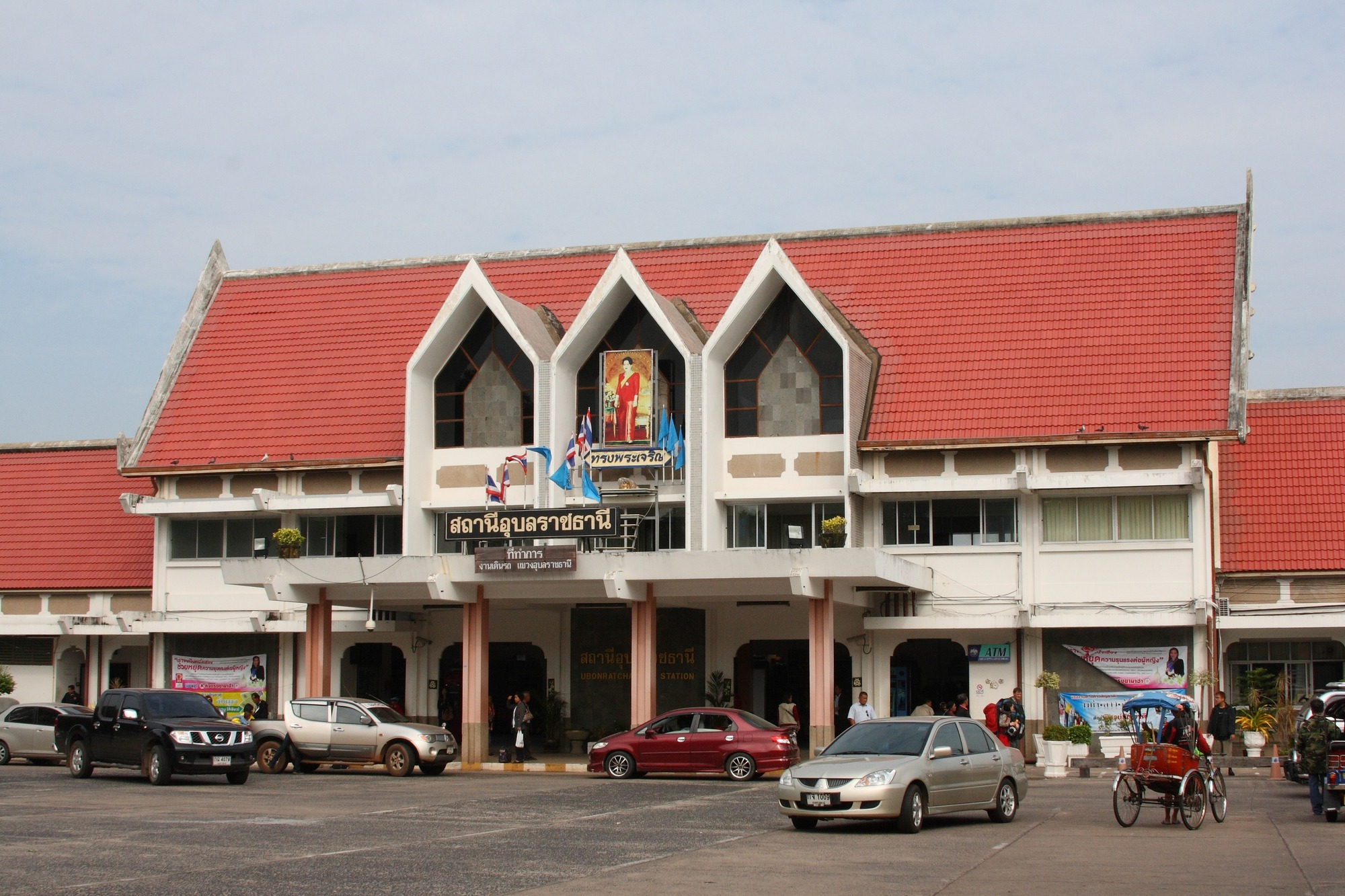
Der Hauptbahnhof von Ubon Ratchathani liegt im Amphoe Warin Chamrap.

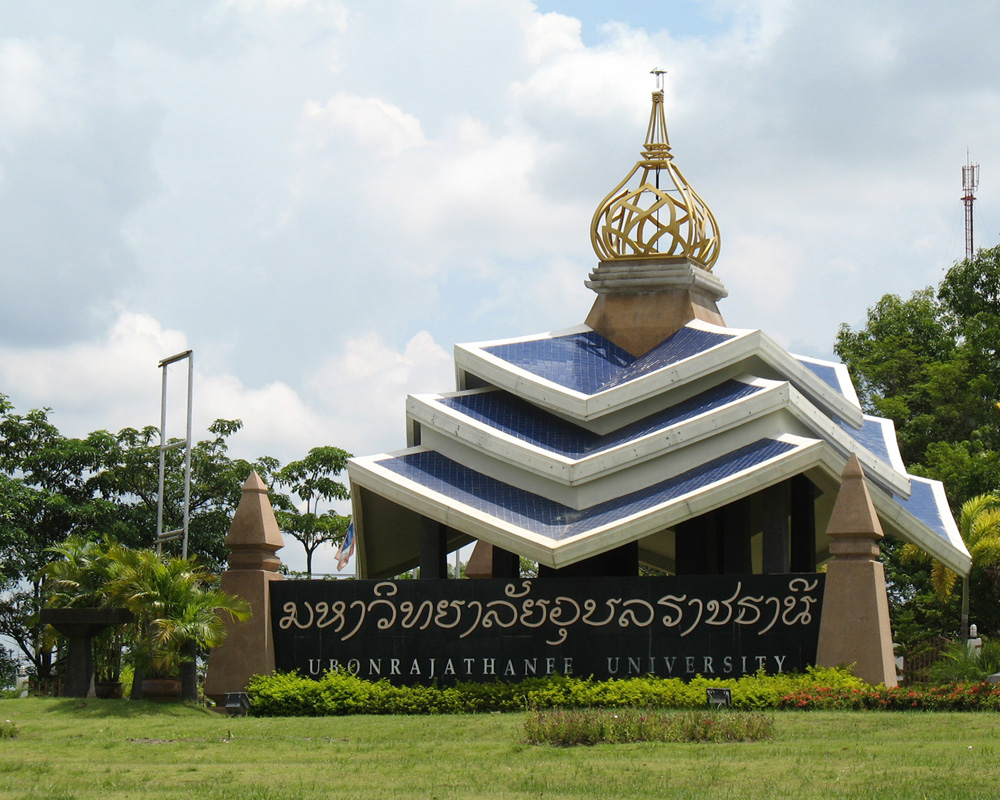
Eingang zur Universität Ubon Ratchathani

Amphoe Warin Chamrap (Thai: อำเภอ วารินชำราบ) ist ein Landkreis (Amphoe – Verwaltungs-Distrikt) im Westen der Provinz Ubon Ratchathani. Die Provinz Ubon Ratchathani liegt in der Nordostregion von Thailand, dem so genannten Isan. 

## Geographie
Benachbarte Landkreise (von Norden im Uhrzeigersinn): die Amphoe Mueang Ubon Ratchathani, Sawang Wirawong, Na Yia, Det Udom und Samrong der Provinz Ubon Ratchathani, sowie Amphoe Kanthararom der Provinz Si Sa Ket.
Die wichtigste Wasser-Ressource des Landkreises ist der Mae Nam Mun (Mun-Fluss).

## Geschichte
Der Bezirk wurde 1913 von Thaksin Ubon (ทักษิณอุบล) umbenannt in Warin Chamrap.

## Verkehr
Seit 1939 liegt in Warin Chamrap die östliche Endstation der Nord-Ost-Linie der Thailändischen Staatseisenbahn von Bangkok über Nakhon Ratchasima.

## Ausbildung
Die Universität Ubon Ratchathani liegt im Landkreis Warin Chamrap.

## Bekannte buddhistische Tempel
- Wat Pah Nanachat – buddhistisches Waldkloster (Wat) der Thailändischen Waldtradition nördlich des Tambon Bung Wai in einem Waldstück.
- Wat Nong Pah Phong – buddhistisches Waldkloster des großen und einflussreichen Mönches Ajahn Chah.

## Verwaltungseinheiten

### Provinzverwaltung
Der Landkreis Warin Chamrap ist in 16 Tambon („Unterbezirke“ oder „Gemeinden“) eingeteilt, die sich weiter in 192 Muban („Dörfer“) unterteilen.
| Nr. | Name           | Thai      | Muban | Einw.  |
| --- | -------------- | --------- | ----- | ------ |
| 1.  | Warin Chamrap  | วารินชำราบ | -     | 28.444 |
| 2.  | That           | ธาตุ       | 11    | 05.834 |
| 4.  | Tha Lat        | ท่าลาด     | 12    | 07.130 |
| 5.  | Non Non        | โนนโหนน   | 12    | 06.580 |
| 7.  | Khu Mueang     | คูเมือง     | 12    | 07.533 |
| 8.  | Sa Saming      | สระสมิง    | 16    | 07.668 |
| 10. | Kham Nam Saep  | คำน้ำแซบ   | 10    | 09.566 |
| 11. | Bung Wai       | บุ่งหวาย    | 20    | 10.922 |
| 15. | Kham Khwang    | คำขวาง    | 10    | 07.744 |
| 16. | Pho Yai        | โพธิ์ใหญ่    | 13    | 07.692 |
| 18. | Saen Suk       | แสนสุข     | 20    | 24.630 |
| 20. | Nong Kin Phen  | หนองกินเพล | 09    | 07.327 |
| 21. | Non Phueng     | โนนผึ้ง     | 11    | 08.060 |
| 22. | Mueang Si Khai | เมืองศรีไค  | 11    | 06.237 |
| 24. | Huai Khayung   | ห้วยขะยุง   | 13    | 06.445 |
| 26. | Bung Mai       | บุ่งไหม     | 12    | 08.505 |

Hinweis: die fehlenden Nummern (Geocodes) beziehen sich auf die Tambon, aus denen heute die Amphoe Samrong und Sawang Wirawong bestehen.

### Lokalverwaltung
Es gibt eine Kommune mit „Stadt“-Status (Thesaban Mueang) im Landkreis:
- Warin Chamrap (Thai: เทศบาลเมืองวารินชำราบ)

Es gibt sieben Kommunen mit „Kleinstadt“-Status (Thesaban Tambon) im Landkreis:
- That (Thai: เทศบาลตำบลธาตุ)
- Kham Nam Saep (Thai: เทศบาลตำบลคำน้ำแซบ)
- Kham Khwang (Thai: เทศบาลตำบลคำขวาง)
- Bung Mai (Thai: เทศบาลตำบลบุ่งไหม)
- Huai Khayung (Thai: เทศบาลตำบลห้วยขะยุง)
- Saen Suk (Thai: เทศบาลตำบลแสนสุข)
- Mueang Si Khai (Thai: เทศบาลตำบลเมืองศรีไค)

Außerdem gibt es neun „Tambon-Verwaltungsorganisationen“ (องค์การบริหารส่วนตำบล – Tambon Administrative Organizations, TAO)
- Tha Lat (Thai: องค์การบริหารส่วนตำบลท่าลาด)
- Non Non (Thai: องค์การบริหารส่วนตำบลโนนโหนน)
- Khu Mueang (Thai: องค์การบริหารส่วนตำบลคูเมือง)
- Sa Saming (Thai: องค์การบริหารส่วนตำบลสระสมิง)
- Bung Wai (Thai: องค์การบริหารส่วนตำบลบุ่งหวาย)
- Pho Yai (Thai: องค์การบริหารส่วนตำบลโพธิ์ใหญ่)
- Nong Kin Phen (Thai: องค์การบริหารส่วนตำบลหนองกินเพล)
- Non Phueng (Thai: องค์การบริหารส่วนตำบลโนนผึ้ง)
- Huai Khayung (Thai: องค์การบริหารส่วนตำบลห้วยขะยุง)